# Andreja Klepač
Andreja Klepač (Koper, 13 de março de 1986) é uma tenista profissional eslovena.

## WTA finals

### Simples: 1 (1 vice)
| Campeã — Legenda                             |
| -------------------------------------------- |
| Grand Slam (0–0)                             |
| WTA Tour (0–0)                               |
| Tier I / Premier Mandatory & Premier 5 (0–0) |
| Tier II / Premier (0–0)                      |
| Tier III, IV & V / International (0–1)       |

| Títulos por Piso |
| ---------------- |
| Duro (0–0)       |
| Saibro (0–1)     |
| Grama (0–0)      |
| Carpete (0–0)    |

| Posição | N. | Data          | Torneio                                 | Piso   | Oponente     | Placar        |
| ------- | -- | ------------- | --------------------------------------- | ------ | ------------ | ------------- |
| Vice    | 1. | 13 Julho 2008 | Budapest Grand Prix, Budapeste, Hungria | Saibro | Alizé Cornet | 6–7(5–7), 3–6 |

### Duplas: 7 (3 títulos, 4 vices)
| Campeã — Legenda                             |
| -------------------------------------------- |
| Grand Slam (0–0)                             |
| WTA Tour (0–0)                               |
| Tier I / Premier Mandatory & Premier 5 (0–0) |
| Tier II / Premier (1–0)                      |
| Tier III, IV & V / International (2–4)       |

| Títulos por Piso |
| ---------------- |
| Duro (1–2)       |
| Saibro (2–2)     |
| Grama (0–0)      |
| Carpete (0–0)    |

| Posição | N. | Data             | Torneio                                        | Piso   | Parceira                | Oponente                                           | Placar                |
| ------- | -- | ---------------- | ---------------------------------------------- | ------ | ----------------------- | -------------------------------------------------- | --------------------- |
| Vice    | 1. | 23 Setembro 2007 | Banka Koper Slovenia Open, Portorož, Eslovênia | Duro   | Elena Likhovtseva       | Lucie Hradecká Renata Voráčová                     | 7–5, 4–6, [7–10]      |
| Vice    | 2. | 19 Abril 2009    | Barcelona Ladies Open, Barcelona, Espanha      | Saibro | Sorana Cîrstea          | Nuria Llagostera Vives María José Martínez Sánchez | 6–3, 2–6, [8–10]      |
| Campeã  | 1. | 21 Julho 2013    | Gastein Ladies, Bad Gastein, Áustria           | Saibro | Sandra Klemenschits     | Kristina Barrois Eleni Daniilidou                  | 6–1, 6–4              |
| Vice    | 3. | 13 Julho 2014    | Gastein Ladies, Bad Gastein, Áustria           | Saibro | María Teresa Torró Flor | Karolína Plíšková Kristýna Plíšková                | 6–4, 3–6, [6–10]      |
| Campeã  | 2. | 20 Julho 2014    | Swedish Open, Båstad, Suécia                   | Saibro | María Teresa Torró Flor | Jocelyn Rae Anna Smith                             | 6–1, 6–1              |
| Campeã  | 3. | 23 Agosto 2014   | Connecticut Open, New Haven, EUA               | Duro   | Sílvia Soler Espinosa   | Marina Erakovic Arantxa Parra Santonja             | 7–5, 4–6, [10–7]      |
| Vice    | 4. | 12 Outubro 2014  | Tianjin Open, Tianjin, China                   | Duro   | Sorana Cîrstea          | Alla Kudryavtseva Anastasia Rodionova              | 7–6(8–6), 2–6, [8–10] |